# Триумфът на флората
„Триумфът на флората“ (на словенски: Zmagoslavje Flore) е картина на словенския и югославски художник Габриел Ступица от 1965 г.
Рисувана с темперни бои върху платно и е с размери 249,5 x 146,5 cm. Габриел Ступица е смятан за един от най-добрите словенски и югославски художници. Картината представя образа на един млад, но всъщност стар поглед към „булка“, типичен за късния или белия му период. Върху картината преобладават предимно белите детайли – включително не боядисани, колаж от покриващи обекти, венци и колиета, снимка с голо голо тяло, покрито със „сватбен букет“ върху слабините на момичето. Изображенията са запълнени с инсинуации на уклончива интимност, сексуалност, достигането на полово съзряване, а не само визуалните промени, които го съпътстват.
Картината е част от колекцията на галерия „Модерна“ в Любляна, Словения.